# 馬格賴因山
47°01′59.4″N 9°13′11.5″E / 47.033167°N 9.219861°E

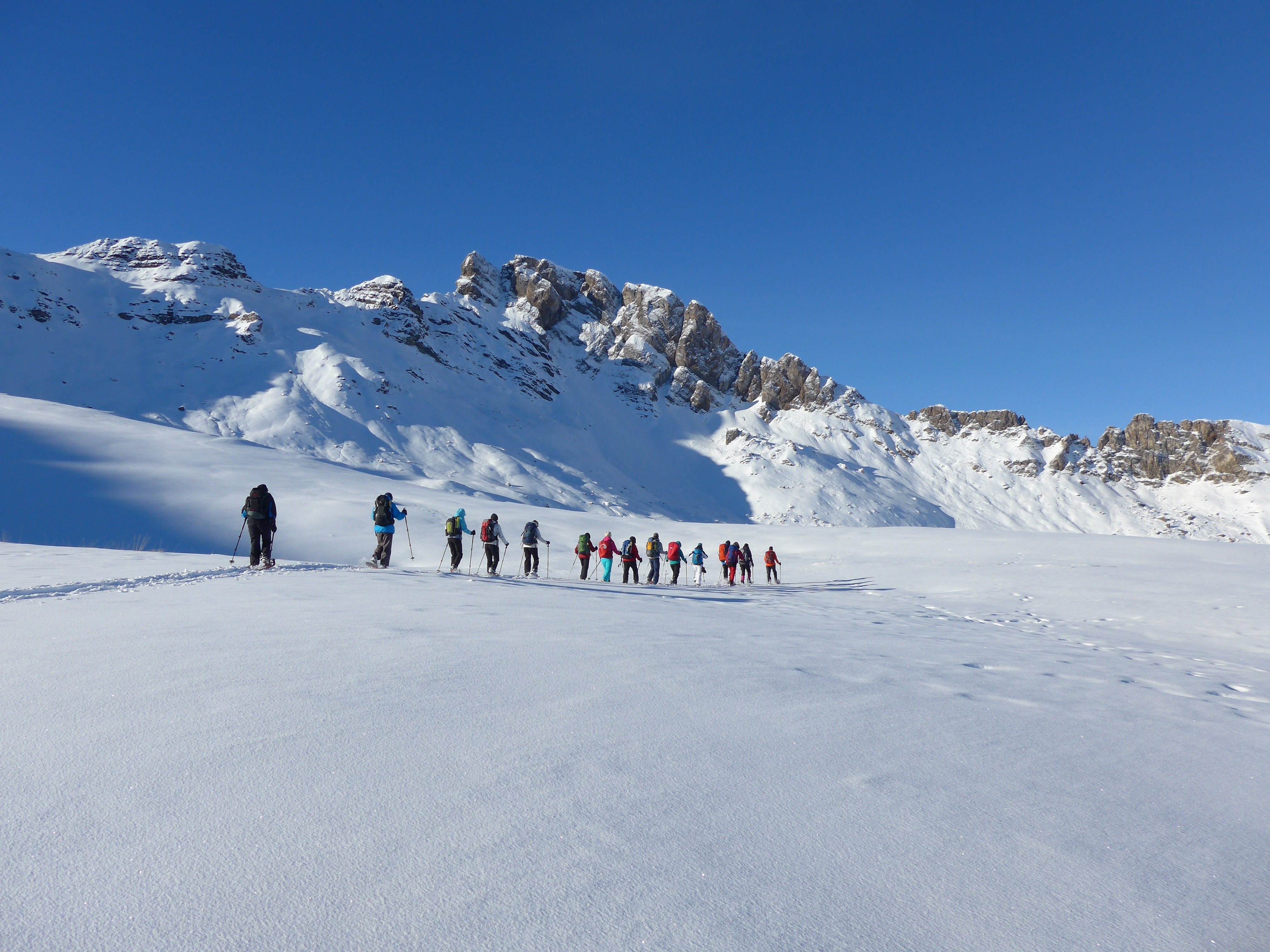

馬格賴因山（Magerrain），是瑞士的山峰，位於該國東部，處於聖加侖州和格拉魯斯州之間接壤的邊界，屬於格拉魯斯山的一部分，海拔高度2,524米，每年平均降雨量1,929毫米。